# Glucosamine-6-phosphate désaminase
La glucosamine-6-phosphate désaminase est une désaminase intervenant dans la métabolisation des osamines et catalysant la réaction :
|                           | + H2O {\displaystyle \rightleftharpoons } NH3 + |                        |
| D-glucosamine-6-phosphate |                                                 | D-fructose-6-phosphate |